# Ascotis zygankovi
Ascotis zygankovi là một loài bướm đêm trong họ Geometridae.